# Blaze the Cat
Blaze the Cat (ブレイズ ・ザ ・キャット, Bureizu za Kyatto) is een paarse antropomorfe kat die haar debuut maakte in het spel Sonic Rush. Daarnaast speelde ze mee in de spellen Sonic the Hedgehog, Sonic Rush Adventure, Sonic Rivals, Sonic and the Secret Rings (alleen in de partymode), Mario & Sonic op de Olympische Spelen en Sonic Riders: Zero Gravity (als ontsluitbaar personage). Ze heeft ook een rol in de stripserie Sonic the Hedgehog.
Blaze beschikt over pyrokinetische krachten. Ze kan vuur manipuleren, en gebruikt verder haar klauwen als wapens. Als ze springt verandert ze in een vuurtornado.